# МиГ 1.44
МиГ 1.44 МФИ (от многофункциональный фронтовой истребитель; в серии должен был получить название МиГ-35; по кодификации НАТО: Flatpack) — советский и российский опытно-экспериментальный прототип истребителя пятого поколения.

## История и общие сведения
Предварительные работы по созданию тяжёлого истребителя пятого поколения для ВВС и ПВО на смену Т-10(Су-27) Сухого начались в конце 1979 года в рамках программы И-90 («истребитель 1990-х годов»). В 1981 году ЦАГИ были выданы рекомендации по самолёту, выполненному по схеме «утка» с треугольным адаптивным крылом и большим количеством отклоняемых поверхностей, обеспечивающих высокие значения аэродинамического качества как на дозвуковых, так и на сверхзвуковых режимах, а также полёт на закритических углах атаки.
Разработка нового истребителя началась в ОКБ имени А. И. Микояна. В 1983 году была утверждена «Комплексная целевая программа» работ по самолёту, силовой установке, БРЭО и вооружению, а также тактико-техническое задание. В 1987 году состоялась защита аванпроекта, а в 1991 году — эскизного проекта и макета самолёта, получившего индекс «МФИ» — многофункциональный фронтовой истребитель. Основными его особенностями должны были стать:
- малая радиолокационная заметность;
- сверхманёвренность;
- сверхзвуковая крейсерская скорость;
- улучшенные взлётно-посадочные характеристики;
- значительное сокращение стоимости лётного часа, количества технического состава, объёма и веса нестандартного оборудования, требующегося для обслуживания самолёта;
- новая архитектура комплекса бортового радиоэлектронного оборудования, структура информационно-управляющего поля кабины, высокая степень интеграции;
- В теории должен был быть оснащён радаром N014, с диапазоном 420 км и способностью обнаруживать объект площадью 1 м² на расстоянии 250 км; сопровождение 40 целей и огонь по 20 одновременно; Пассивная антенная решётка с электронным сканированием.

Параллельно с работами над многофункциональным фронтовым истребителем на основе базовой конструкции прорабатывались варианты самолёта-разведчика, истребителя корабельного базирования и другие модификации.
Разразившийся кризис в 1991 году поставил крест на дальнейшей судьбе самолёта. МАПО-МИГ так и не смогло в новых условиях организовать финансирование проекта. 25 сентября 1997 года поднялся в воздух прототип фронтового истребителя С-37 (ОКБ Сухого) — МиГ 1.44 к этому моменту так и не взлетел.
Работы над МФИ продолжались и 29 февраля 2000 года первый прототип МиГ 1.44 всё же поднялся в воздух.
Первый полёт состоялся на аэродроме в ЛИИ им. М. М. Громова в Жуковском. Самолёт пилотировал лётчик-испытатель Герой России В. Горбунов. По словам лётчика, «полёт, которого мы все так ждали, прошёл на удивление буднично. Машина вела себя послушно, хотя очевидно, что по своим пилотажным качествам это принципиально новый самолёт. Так что вся работа ещё впереди». 27 апреля 2000 года «1.44» совершил второй 22-минутный испытательный полёт. В полёте был проведён ряд испытаний самолётных и двигательных систем, кроме того, в отличие от первого полёта, на истребителе выпускалось и убиралось шасси.
Однако из-за недостаточного финансирования в 1990-е годы технологии, применявшиеся на новом истребителе, стали устаревать и все больше уступать американским.
Череда финансовых скандалов, сотрясавших МАПО-МИГ, поставила точку в этом проекте. В итоге в 2002 году вышло постановление правительства о создании Су-57, окончательно похоронившее и МФИ, и С-37.
На 2013 год единственный лётный экземпляр находится в ЛИИ имени М. М. Громова в Жуковском, брошенный под открытым небом (координаты-55°34′27″ с. ш. 38°08′32″ в. д.). Было принято решение об окончательной консервации экземпляра в ангаре.
Среди ряда экспертов существует мнение, что некоторые технологии и общие виды самолёта были переданы Китаю, хотя, скорее всего, китайцы при создании своего J-20 использовали наработки по своему собственному самолёту J-10.
В июне 2015 года российская авиакорпорация «МиГ» объявила о возобновлении работ по лёгкому перспективному истребителю. Авиационные эксперты предполагают, что в их основу будут положены наработки по проекту 1.44.

### Модификации
Самолёт с шифром 1.42 является опытным образцом, на котором отрабатывались технологии КБ «МиГ» по проекту И-90. Построен 1 прототип (1994), который использовался для статических испытаний.
Самолёт с шифром 1.44 является доработанным 1.42. Он должен был пойти в серийное производство и поступить в войска. Построен 1 экземпляр (1996), ещё 4 находились на заводе «Сокол» в разной степени готовности на момент закрытия проекта.
Самолёт с шифром 1.46 является глубокой модернизацией 1.44, значительно превосходящей его по ТТХ. На момент закрытия проекта шла подготовка к постройке опытного экземпляра.
Самолёт с шифром 1.48 представлял собой ещё более усовершенствованную модификацию, существовавшую только на бумаге. Предполагалось, что он сможет нести до 14 ракет, что значительно превосходило предыдущие модели. В заметках также указывалось, что он мог достигать скорости 1.5 Маха на высоте 11 000 метров в бесфорсажном режиме.

### Технические характеристики
- Экипаж: 1 человек
- Длина: 17,3 м
- Размах крыла: 11,99 м
- Высота: 4,73 м
- Масса:
  - пустого: 18 000 кг

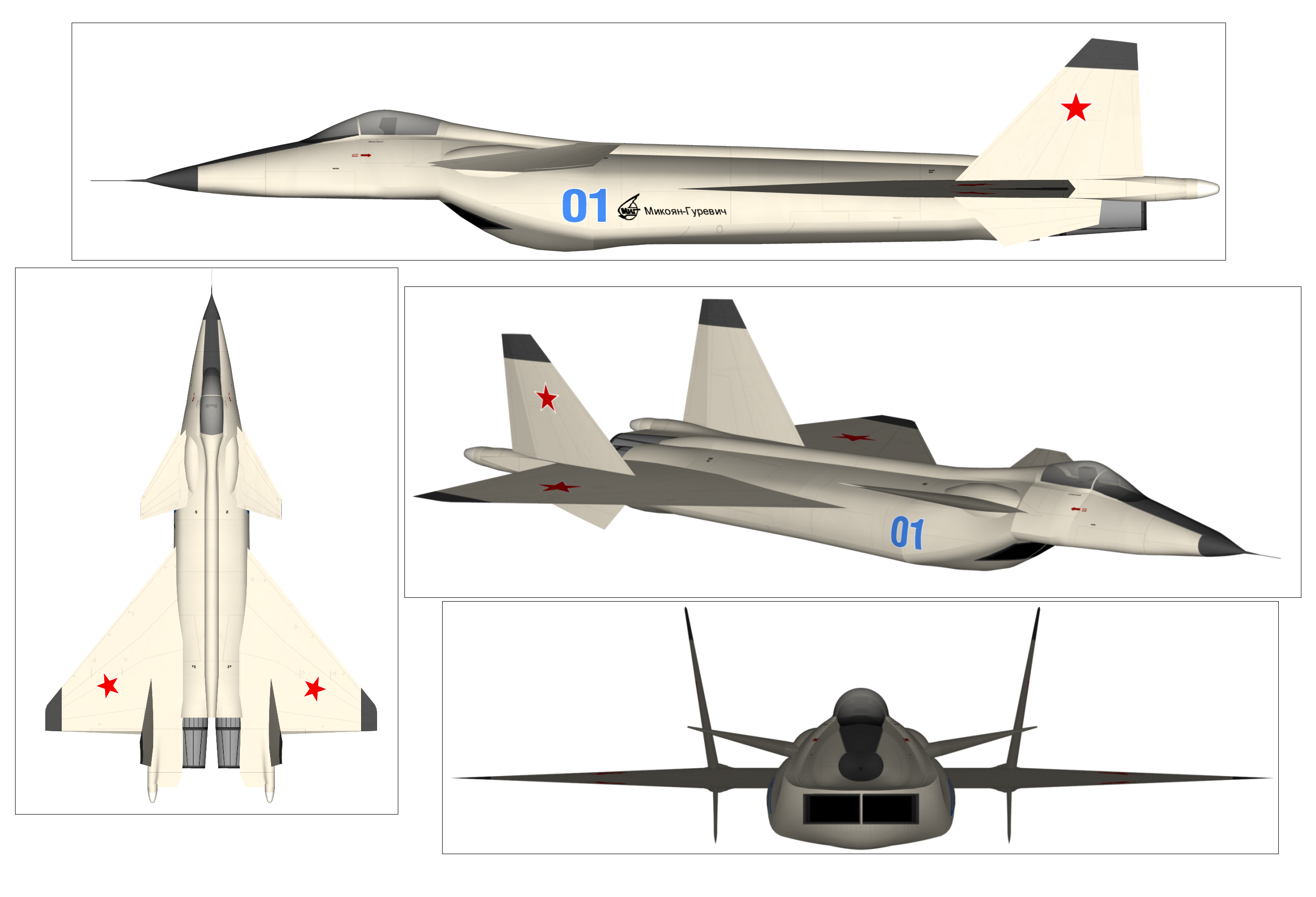
МиГ-МФИ в четырёх проекциях

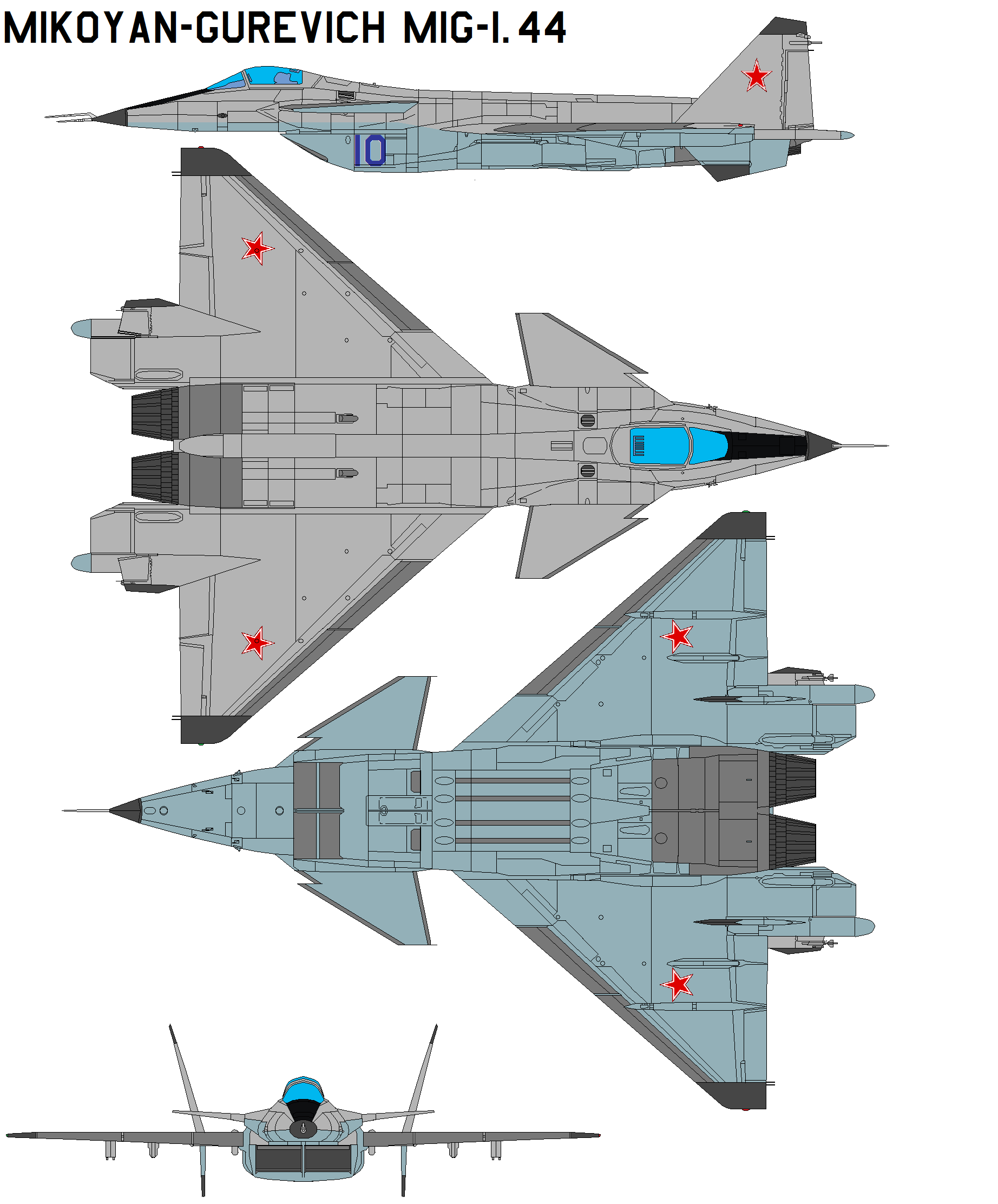
МиГ-МФИ в четырёх проекциях

  - максимальная взлётная масса: 23 500 кг
- Двигатель:
  - Тип двигателя: турбореактивный двухконтурный с форсажной камерой и управляемым вектором тяги
  - Модель: «АЛ-41Ф»
  - Тяга:
    - на форсаже: 2 × 18 000 кгс

### Лётные характеристики
- Предельная скорость на высоте: 3210 км/ч
- Максимальная скорость у земли: 1500 км/ч
- Практическая дальность: 4000 км
- Практический потолок: 20 000 м
- ЭПР: менее 0,3 м²

### Вооружение
- Пушечное: 30-мм встроенная пушка ГШ-30-1
- Боевая нагрузка: до 1600 кг
  - для воздушного боя, в отсеках вооружения: 12 × Р-77 или Р-73
  - против наземных целей, в отсеках вооружения: 2 × Х-55, Х-61, Х-41, или 8 × Х-29, Х-31, или 12 × КАБ-500, ОДАБ-500
- Точки подвески:
  - внутренние: 12
  - внешние: 8

## МиГ ЛФИ
На базе МиГ 1.44 в начале 1990-х годов также создавался лёгкий фронтовой истребитель (ЛФИ) с одним двигателем АЛ-41Ф, имеющий такую же аэродинамическую схему.
Проект был закрыт на этапе продувочных моделей в связи с выбором Минобороны СССР проекта С-37 КБ Сухого.